# Episodi di XIII (seconda stagione)
La seconda e ultima stagione della serie televisiva XIII è stata trasmessa in Canada dal 9 aprile al 2 luglio 2013. In Francia è andata invece in onda dal 15 ottobre al 19 novembre del 2012 su Canal+.
In Italia la stagione è andata in onda sul canale satellitare Sky Atlantic dal 17 aprile al 10 luglio 2015.
| nº | Titolo originale | Titolo italiano     | Prima TV Canada | Prima TV Italia |
| -- | ---------------- | ------------------- | --------------- | --------------- |
| 1  | Phoenix          | Il Veil             | 9 aprile 2013   | 17 aprile 2015  |
| 2  | Rampage          | L'altro             | 16 aprile 2013  | 24 aprile 2015  |
| 3  | Defender         | Le lettere di Tesla | 23 aprile 2013  | 1º maggio 2015  |
| 4  | Tempest          | La tempesta perenne | 30 aprile 2013  | 8 maggio 2015   |
| 5  | Joust            | Antilope e leone    | 7 maggio 2013   | 15 maggio 2015  |
| 6  | Gauntlet         | Faccia a faccia     | 14 maggio 2013  | 22 maggio 2015  |
| 7  | Breakout         | La fuga             | 21 maggio 2013  | 29 maggio 2015  |
| 8  | Mousetrap        | Trappola per topi   | 28 maggio 2013  | 5 giugno 2015   |
| 9  | Pong             | Ritorno a casa      | 4 giugno 2013   | 12 giugno 2015  |
| 10 | Black Widow      | La vedova nera      | 11 giugno 2013  | 19 giugno 2015  |
| 11 | Punchout         | La buca             | 18 giugno 2013  | 26 giugno 2015  |
| 12 | Berzerk          | Berzerk             | 25 giugno 2013  | 3 luglio 2015   |
| 13 | Battlezone       | Battaglia finale    | 2 luglio 2013   | 10 luglio 2015  |